# Montefusco
Montefusco är en ort och kommun i provinsen Avellino i regionen Kampanien i Italien. Kommunen hade 1 304 invånare (2017).